# Павел Филип
Павел Филип (на румънски: Pavel Filip) е молдовски политик от Демократическата партия, министър-председател на Молдова от 20 януари 2016 до 9 юни 2019 г.

## Биография
Роден е на 16 април 1966 г. в Панашести, СССР (дн. Молдова).